# Alles was zählt
Az Alles was zählt a Gute Zeiten, schlechte Zeiten és az Unter Uns mellett a német RTL egyik, de ugyanakkor a legkedveltebb szappanoperája, amely 2006 szeptembere óta fut hétköznaponként.

## Háttér

### Általánosság
A Grundy UFA TV Produktions GmbH a Magic Media Company-val közösen 'pénzelik' a sorozatot, így nekik köszönhetően tud futni. Noha mindkét cég központja Kölnben van, a sorozat ennek ellenére a nyugat-német Essen városában játszódik.
Kezdetben a sorozat címe Dianas Traum volt, amelyet aztán később átváltottak a jelenlegi címre.
A sorozat elsősorban a 14-49 év közöttieket célozza meg; minden 5. ebbe a korosztályba sorolható ember nézi is a sorozatot (20,4%). A legnagyobb nézettségre 2007. november 28-án tett szert a sorozat.
Az első több mint hetven részt az RTL megjelentette DVD-n.
2008. március 31-én elindult a sorozat francia változata Franciaországban, ahol még az eredeti cím (Dianas Traum) francia változatával fut. Hétköznaponként délután dupla részekkel látható.

### Betétdal
A sorozat betétdala Christina Stürmer - Nie Genug című száma, amely 2006-ban több hétig vezette a toplistákat Ausztriában. Egyébként Christina volt a 2006-os osztrák Megasztár győztese.

### Nyitány
A nyitányt a sorozat történetében háromszor változtatták meg. Az első a 312., a második pedig az 500. részig volt látható, a harmadik pedig jelenleg is látható. A változtatásra elsősorban azért volt szükség, mert az azokban szereplőket idővel kiírták a sorozatból.

## Alaptörténet
A 23 éves Diana Sommer édesanyjával, nevelőapjával és annak gyermekével és együtt a németországi Essen munkásnegyedében, mint újságírónő. A nagy álma, hogy jégkorcsolyázó legyen. A szülőktől nem kap támogatást álma megvalósításához, ezért egy időre feladja azt. Egy éjszaka azonban, amikor a Steinkampf (a sorozat egyik fő helyszíne) jégpályáján korcsolyázgat, a létesítmény marketing főnöke (Julian Herzog) véletlenül meglátja őt. Felfedezi az ifjú tehetséget és beveszi a Steinkampf tréningcsapatába. Jennifer Steinkamp nem lát mást Diana-ban, mint egy versenytársat; és éppen ezért mindent el is követ, hogy megszabaduljon tőle.
Miután Diana valamennyi helyi-, országos- és világversenyen megmérettette magát, vezető szerepe egyre inkább a háttérbe szorul. Egyre aljasabb méreteket ölt az a cél, hogy a család megmentse a Steinkampf-ot, melynek gazdasági igazgatója Dr. Axel Schwarz, aki a cég elnöki pozíciójára pályázik. Itt kezdenek megjelenni az ún. tipikus szappanoperás betétek, mint például a különböző szerelmi szálak és az emberrablások.

## Szereplők

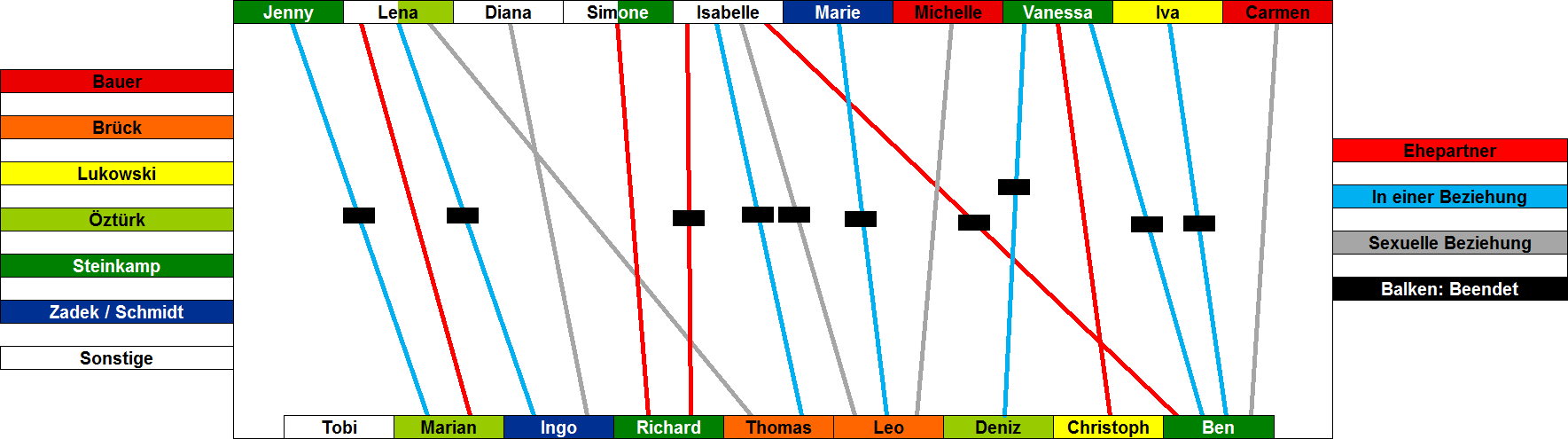
A szereplők viszonyai

### Állandó főszereplők
| Valós név               | Sorozatbeli név                                                     | Szereplés (rész) | Szereplés (év) | Megjegyzés |
| Daniel Aichinger        | Dr. Axel Schwarz                                                    | 1−454 505−       | 2006−          | Maximilian exasszisztense, Jenny exszeretője                                                                                 |
| Tatjana Clasing         | Simone Steinkamp                                                    | 1−               | 2006−          | Maximilian, Jenny és Vanessa anyja, Richard felesége                                                                         |
| Stephen Dürr            | Mike Hartwig                                                        | 1−               | 2006−          | Jégkorcsolya-oktató, valamint Nadja és Diana exszeretője                                                                     |
| Silvan-Pierre Leirich   | Richard Steinkamp                                                   | 1−               | 2006−          | Jenny, Vanessa és Ben apja, Simone felesége, Maximilian nevelőapja, Nadja exszeretője                                        |
| Ulrike Röseberg         | Annette Bergmann                                                    | 1−               | 2006−          | Lena testvére, Diana barátnője, Ingo jegyese                                                                                 |
| Tanja Szewczenko        | Diana Sommer                                                        | 1−               | 2006−          | Oliver exszeretője |
| Nathalie Thiede         | Nina Sommer                                                         | 1−               | 2006−          | Oliver testvére, Deniz exszeretője                                                                                           |
| Dennis Grabosch         | Roman Wild                                                          | 2−               | 2006−          | Jégkorcsolyázó, Deniz exszeretője, Annette legjobb barátja                                                                   |
| Julia Augustin          | Vanessa Steinkamp                                                   | 2−               | 2006−          | Jenny testvére, Ben és Maximilian féltestvére, Ben és Deniz exszeretője, Jégkorongozó                                        |
| Sam Eisenstein          | Marian Öztürk                                                       | 2–               | 2006−          | Diana házastársa, Deniz apja, Nadja exszeretője                                                                              |
| André Dietz             | Ingo Zadek                                                          | 7−               | 2006−          | Jégkorong-oktató, Lena exbarátja, Annette jegyese, Zoé apja                                                                  |
| Norman Kalle            | Oliver Sommer                                                       | 156−270 323−     | 2007−          | Diana exszeretője, Sportorvos a Steinkampf-ban, Juli szeretője                                                               |
| Juliette Menke          | Lena Bergmann                                                       | 181−             | 2007−          | Annette testvére, Ingo exszeretője                                                                                           |
| Igor Dolgatschew        | Deniz Öztürk                                                        | 230−             | 2007−          | Marian fia, Nina, Roman és Vanessa exszeretője, Modell , Jégkorongozó                                                        |
| Francisco Medina        | Maximilian Graf von Altenburg alias Maximilian Santiago de Castillo | 280−             | 2007−          | Simone fia, Enkel von Friederike, Jenny és Vanessa féltestvére                                                               |
| Birgit Würz             | Nadja Roschinski                                                    | 359−             | 2008−          | Ben anyja, Balettoktató, Mike, Richard és Marian exszeretője                                                                 |
| Maria Wedig             | Julietta „Juli“ Theodora Komtesse von Altenburg                     | 361−             | 2008−          | Oliver szeretője |
| Carolin von der Groeben | Zoé Laffort                                                         | 459−             | 2008−          | - |
| Nina Bott               | Céline Laffort                                                      | 465−             | 2008−          | Zoé anyja, Ingo exszeretője, a Steinkamp volt házvezetője                                                                    |
| Tobias Licht            | Lars Berger                                                         | 470−             | 2008−          | - |
| Silvia Maleen           | Jennifer Charlotte Annabelle „Jenny“ Steinkamp                      | 501−             | 2008−          | Diana riválisa, Julian exneje, Vanessa testvére, Ben és Maximilian féltestvére                                               |
| Jörg Rohde              | Ben Steinkamp                                                       | 802–             | 2009–          | Nadja és Richárd házasságon kívüli gyermeke. Jenny és Vanessa féltestvére. Vanessa és Sophie exbarátja. Visszatérő szereplő! |
| Anna-Katharina Samsel   | Katja Bergmann                                                      | 822–             | 2009–          | Annette és Lena féltestvére, Peter Bergmann lánya                                                                            |
| Ania Niedieck           | Isabelle Reichenbach                                                | 904–             | 2010–          | Jégkorcsolyázó |
| Michael Kuehl           | Florian Wild                                                        | 926–             | 2010–          | Jégkorongozó Roman testvére, Egon fia, Franziska barátja.                                                                    |
| Heike Trinker           | Claudia Bergmann                                                    | 932–             | 2010–          | Koreográfus és Katja menedzsere. Katja anyja, Richard és Péter exfelesége.                                                   |
| Christoph Humnig        | Thomas Albrecht „Tom“ Reichenbach                                   | 959–             | 2010–          | Programozó Isabelle testvére, Katja exbarátja.                                                                               |
| Julia Engelmann         | Franziska Steinkamp                                                 | 1024–            | 2010–          | Jégkorongozó Richard és Simone lánya; Ben, Vanessa és Jenny unokatestvére, Florian barátnője.                                |

### Nem állandó főszereplők
| Valós név              | Sorozatbéli név             | Rész(ek)                 | Év(ek)    | Megjegyzés                                                     |
| ---------------------- | --------------------------- | ------------------------ | --------- | -------------------------------------------------------------- |
| Susanne Schlenzig      | Jutta Sommer                | 1−192                    | 2006−2007 | Diana anyja, Lutz lánya. Dieter exbarátnője.                   |
| Jan Niklas Berg        | Ben Steinkamp               | 2−215                    | 2006−2007 |                                                                |
| Andreas Seyferth       | Lutz Hoffmann               | 1−240                    | 2006−2007 | Jutta apja, Diana nagyapja.                                    |
| Armin Dallapiccola     | Dieter Sommer               | 1−250                    | 2006–2007 | Nina apja, Manfred testvére, Oliver nagybátyja, Jutta exférje. |
| Thorsten Grasshoff     | Julian Herzog               | 1−312                    | 2006–2007 | Tim testvére, Jennyi exjeegyese, Diana exbarátnője.            |
| André Emanuel Kaminski | Tim Herzog                  | 5–323                    | 2006−2007 | Julian testvére                                                |
| Regine Seidler         | Nadja Roschinski            | 3–358                    | 2006–2008 |                                                                |
| Christiane Klimt       | Jennifer „Jenny“ Steinkamp, | 1−450                    | 2006−2008 |                                                                |
| Birgit Würz            | Nadja Roschinski            | 359–575                  | 2008      | Ben anyja, Mike, Richard és Marian exbarátnője.                |
| Tanja Szewczenko       | Diana Sommer                | 1−588                    | 2006−2009 |                                                                |
| Maria Wedig            | Julietta „Juli“ Sommer      | 361−717                  | 2008−2009 |                                                                |
| Nathalie Thiede        | Nina Sommer                 | 1−793                    | 2006−2009 |                                                                |
| Stephen Dürr           | Mike Hartwig                | 1−812                    | 2006−2009 | Lena, Nadja és Diana exbarátja.                                |
| Tobias Licht           | Lars Berger                 | 470−882                  | 2008−2010 |                                                                |
| Nadine Rennack         | Stella Coretti              | 576–882                  | 2008−2010 |                                                                |
| Norman Kalle           | Dr. Oliver Sommer           | 156−270 323−759 833–1007 | 2007–2010 |                                                                |
| Nina Bott              | Céline Sommer               | 465−1007                 | 2008−2010 |                                                                |
| Silvia Maleen          | Jennifer „Jenny“ Steinkamp  | 501−1023                 | 2008−2010 |                                                                |

## Fordítás
- Ez a szócikk részben vagy egészben  az   Alles_was_zählt című német Wikipédia-szócikk fordításán alapul.  Az eredeti cikk szerkesztőit annak laptörténete sorolja fel. Ez a jelzés csupán a megfogalmazás eredetét és a szerzői jogokat jelzi, nem szolgál a cikkben szereplő információk forrásmegjelöléseként.